# Adelia membranifolia
Adelia membranifolia är en törelväxtart som först beskrevs av Johannes Müller Argoviensis, och fick sitt nu gällande namn av Robert Hippolyte Chodat och Emil Hassler. Adelia membranifolia ingår i släktet Adelia och familjen törelväxter. Inga underarter finns listade i Catalogue of Life.